# Polylepis

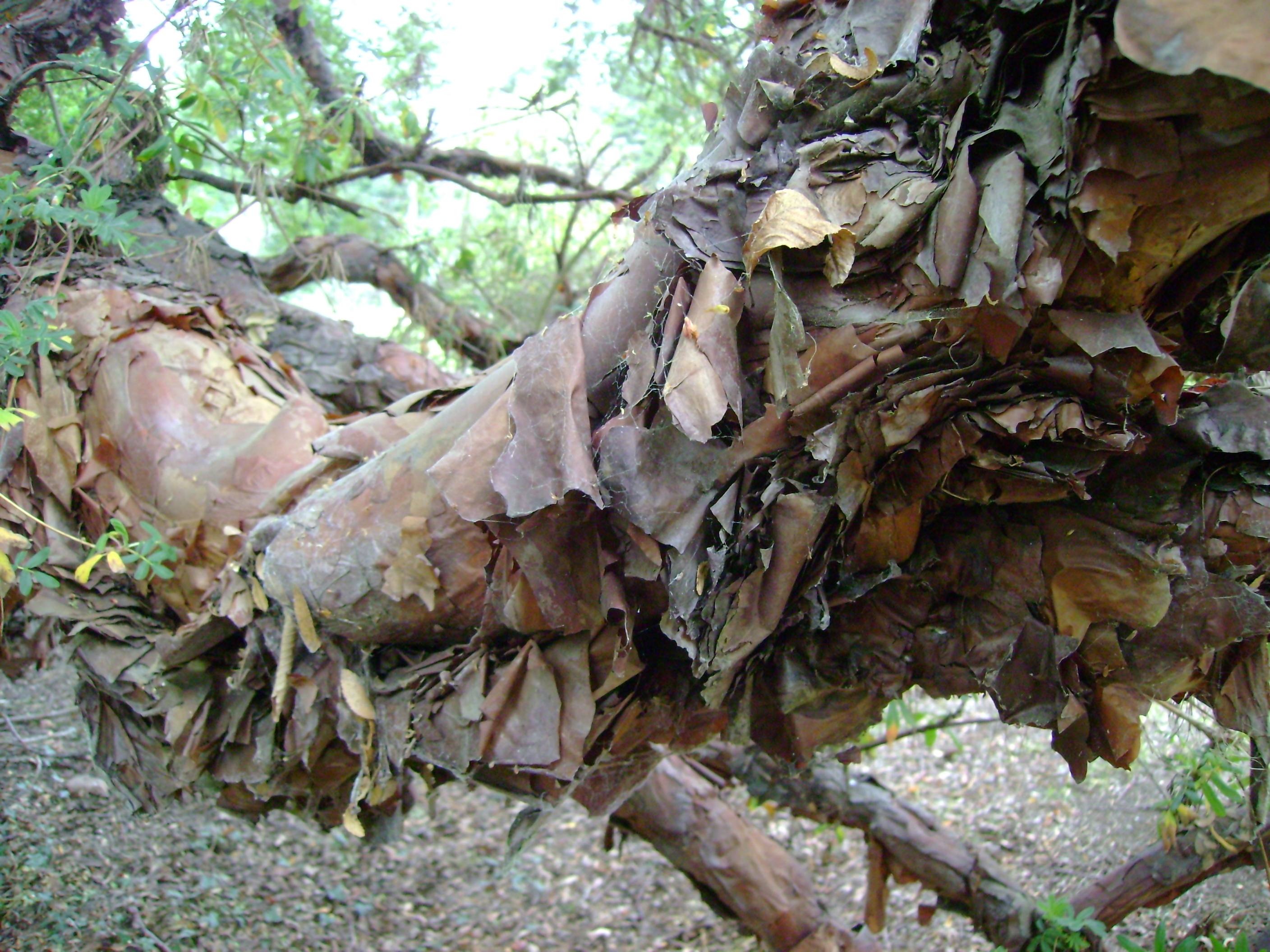
Łuszcząca się kora Polylepis australis

Polylepis – rodzaj roślin należących do rodziny różowatych. Obejmuje ok. 20 gatunków (w zależności od ujęcia od 15 do 33) występujących na obszarze Andów w Ameryce Południowej (od północnej Wenezueli po północne Chile i Argentynę). Są to drzewa i krzewy rosnące w górach nawet do 5200 m n.p.m. – nie ma innych roślin drzewiastych występujących na większych wysokościach (czasem jako najwyżej rosnąca roślina drzewiasta określany jest Juniperus indica, jednak sięga on „tylko” 5100 m n.p.m.). Rośliny te służą za źródło drewna opałowego, ich kora wykorzystywana jest w ziołolecznictwie, niektóre gatunki są też uprawiane jako ozdobne, zwłaszcza P. australis o bardzo silnie łuszczącej się korze.

## Morfologia
PokrójDrzewa i krzewy o wysokości od 1 do 27 m. Pędy są w różnym stopniu i w różny sposób owłosione.
LiścieSkrętoległe, zimotrwałe lub opadające, przylistki u nasady liści łączą się wokół pędu, tworząc pochwę. Blaszka liściowa jest nieparzysto pierzasto złożona i składa się z jednej lub dwóch par (czasem trzech) listków i listka szczytowego. Listki eliptyczne, ząbkowane niebieskawozielone.
KwiatySkupione w zwisające kwiatostany groniaste, rzadko krótsze, schowane między liśćmi. Kwiaty wsparte są przysadkami, bezwonne i niepozorne – w dużym stopniu zredukowane – pozbawione płatków, z zielonymi działkami kielicha, licznymi pręcikami (pylniki okazałe, często czerwone i owłosione, co jest cechą diagnostyczną rodzaju) i dużym, rozpostartym i frędzlowatym znamieniem. Zalążnia dolna.
OwoceJednonasienne niełupki zamknięte w hypancjum. Są oskrzydlone i zawierają pojedyncze nasiono.

## Systematyka
Rodzaj należący do podplemienia Sanguisorbinae, plemienia Sanguisorbeae, podrodziny Rosoideae, rodziny różowatych (Rosaceae Juss.), rzędu różowców, kladu różowych w obrębie okrytonasiennych.
Bardzo problematyczna jest klasyfikacja zaliczanych tu roślin. Różni autorzy wyróżniają od 15 do 33 gatunków. Problemy wynikają z powodu niewielkich różnic między gatunkami przy dużej zmienności wewnątrz populacji i zdolności tworzenia mieszańców między prawdopodobnie wszystkimi wyróżnianymi gatunkami.
Wykaz gatunków
- Polylepis australis Bitter
- Polylepis besseri Hieron.
- Polylepis hieronymi Pilg.
- Polylepis incana Kunth
- Polylepis lanuginosa Kunth
- Polylepis multijuga Pilg.
- Polylepis pauta Hieron.
- Polylepis pepei B.B.Simpson
- Polylepis quadrijuga Bitter
- Polylepis racemosa Ruiz & Pav.
- Polylepis reticulata Hieron.
- Polylepis sericea Wedd.
- Polylepis subsericans J.F.Macbr.
- Polylepis tomentella Wedd.
- Polylepis weberbaueri Pilg.